# Родионов, Николай Иванович (генерал-лейтенант)
Николай Иванович Родионов (1930—2014) — советский военачальник, организатор создания систем противоракетной и противокосмической обороны, генерал-лейтенант. Командующий 3-й отдельной армии ПРО особого назначения (1981—1988).

## Биография
Родился 25 июня 1930 года в Твери.
С 1949 по 1953 год обучался в Одесском зенитно-артиллерийском училище. С 1953 по 1960 год служил в артиллерийских частях Ленинградского военного округа где командовал учебным взводом и батареей.
С 1960 по 1965 год обучался на командно-инженерном факультете Военной командной академии противовоздушной обороны, который окончил с отличием. С 1965 года служил в составе Войск противоракетной и противокосмической обороны: с 1965 по 1968 год — командир 27–го отдельного радиотехнического узла  (Кубинка-10, Московская область). С 1968 по 1976 год — командир 572–го отдельного радиотехнического узла (Чехов-7, Московская область), в задачи этого узла входила эксплуатация РЛС «Дунай-3У», входящей в состав противоракетной системы ПРО А-35.
С 1976 по 1979 год — начальник Второго управления Войск ПРО и ПКО. С 1976 по 1980 год — командир 9-го отдельного корпуса ПРО (Акулово, Московская область). С 1981 по 1988 год — командующий 3-й отдельной армии ПРО особого назначения (Солнечногорск, Московская область), был руководителем Государственной комиссии по приёму в эксплуатацию и постановку на вооружение системы ПРО «ПРО А-35», спутниковой системы обнаружения стартов МБР  «Око», входившей в состав космического эшелона системы предупреждения о ракетном нападении, РЛС «Дунай-3У» и «Дарьял». В 1985 году окончил заочное отделение Военной ордена Ленина Краснознамённой ордена Суворова академии Генерального штаба Вооружённых Сил СССР имени К. Е. Ворошилова, которое закончил с отличием. Помимо основной деятельности занимался и общественно-политической работой: с 1985 по 1990 год избирался депутатом  Верховного Совета РСФСР 11-го созыва от Московской области.
С 1990 года в отставке. С 1990 по 2003 год на научно-исследовательской работе в 
НИИ дальней радиосвязи в должностях: заместителем главного конструктора и с 2007 по 2014 год — советник генерального директора этого НИИ. Одновременно с 2002 года — президент Межрегиональной общественной организации ветеранов Вооруженных Сил «Ракетно-космическая оборона». Н. И. Родионову ВАК было присвоено учёное звание профессор и он был избран академиком Академии проблем безопасности, обороны и правопорядка, печатался в журнале «Воздушно-космическая оборона».
Скончался 3 декабря 2014 года в Красногорске Московской области, похоронен 
на Павшинском кладбище.

## Высшие воинские звания
- Генерал-майор (28.10.1976)
- Генерал-лейтенант (10.02.1981)[6]

## Награды
- Орден Трудового Красного Знамени
- Орден «За службу Родине в Вооружённых Силах СССР» III степени
- Медаль «За боевые заслуги»[1]

## Память
- Имя генерал-лейтенанта Николая Ивановича Родионова было присвоено Отдельному радиотехническому центру Системы предупреждения о ракетном нападении в Калининградской области[1].
- Именем генерала Н. И. Родионова названа именная аудитория в Военной академии воздушно-космической обороны имени Маршала Советского Союза Г. К. Жукова (Тверь) в 2022 году[7].